# Німецький гімнастичний і спортивний фестиваль 1938

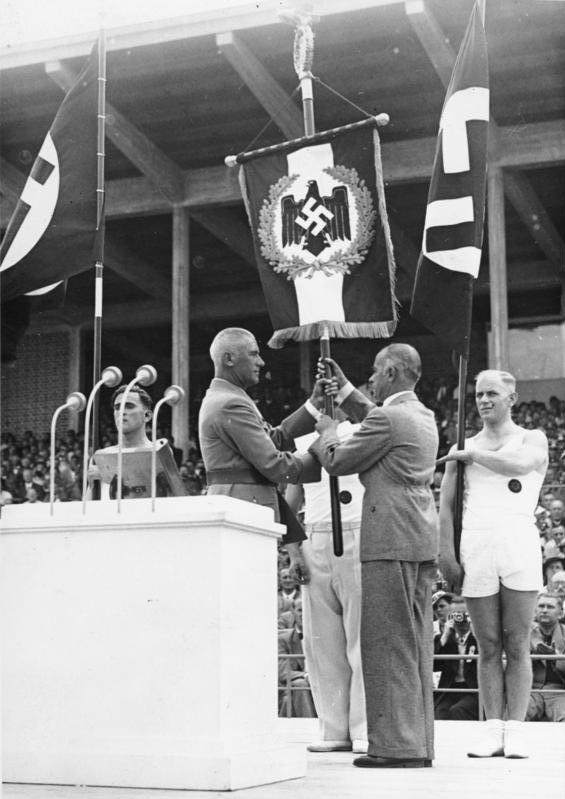
Відкриття Фестивалю в Бреслау в 1938 р. міністром внутрішніх справ і міністром спорту Третього рейху фон Чаммером

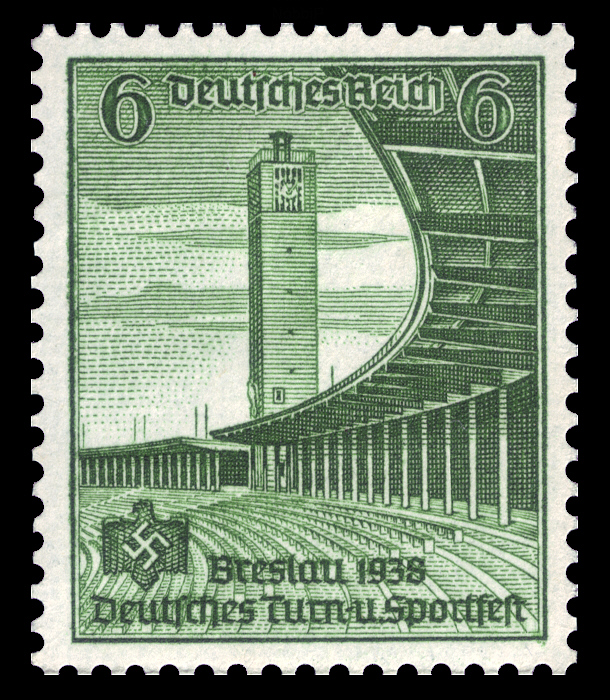
Серія марок «Німецький фестиваль гімнастики та спорту у Вроцлаві»

Німецький гімнастичний і спортивний фестиваль 1938 року (нім. Deutsches Turn- und Sportfest 1938) - це остання велика спортивна подія, організована керівним органом спорту Третього Рейху. Змагання відбувся у Бреслау (нині Вроцлав), найважливішому місті Сілезії, що зараз розташоване у Польщі. Було проведено в липні 1938 року на стадіоні Германа Герінга, пізніше перейменованому на «Олімпійський».
Ця націоналістична спортивна подія офіційно була приурочена 125-й річниці війни за визволення проти Наполеона та врученню перших нагород «Залізного хреста» у місті Вроцлав у 1813 році. Змагання було поставлене як грандіозна патріотична подія, що закликала громадськість до об'єднання Великої Німеччини. Подія зібрала німецьких спортсменів з усього світу, зокрема, Аргентини, Південно-Західної Африки, Італії, США та Південної Африці. Вона також став зібранням представників німецьких етнічних меншин, головним чином зі Східної Європи (Трансильванія, Банат), які влаштовували процесії, одягнені у різнокольорові фольклорні костюми, проголошуючи нацистські заклики.
На головних вулицях міста Вроцлав відбулися не лише спортивні змагання та паради спортсменів, а й численні військові, цивільні та фольклорні заходи.

## Футбол
У футбольних змаганнях фестивалю брали участь збірні сімнадцяти існуючих на той час регіональних ліг країни. Перемогла збірна щойно приєднаного після Аншлюсу регіону Остмарк (Австрія). До складу команди входили футболісти, що раніше грали в збірній Австрії, одній з найсильніших збірних Європи у 1930-х роках. Команди грали за олімпійською системою на вибування. Для збірних, що вибули в 1/8 фіналу був проведений втішний турнір. Матчі проводились на стадіонах міста Вроцлав, а також у інших містах Сілезії.

### Основний турнір
Перший раунд
| Дата     | Команда 1 | Рахунок   | Команда 2 |
| -------- | --------- | --------- | --------- |
| 17 липня | Саксонія  | 4:3 (0:1) | Гессен    |

1/8 фіналу
| Дата     | Команда 1                  | Рахунок        | Команда 2          |
| -------- | -------------------------- | -------------- | ------------------ |
| 24 липня | Берлін-Бранденбург         | 3:0 (1:0)      | Східна Прусія      |
| 24 липня | Нижня Саксонія             | 2:0 (1:0)      | Саксонія           |
| 24 липня | Південно-Західна Німеччина | 4:1 (2:1)      | Баварія            |
| 24 липня | Австрія                    | 3:0 (1:0)      | Середній Рейн      |
| 24 липня | Баден                      | 4:3 (2:0)      | Нижній Рейн        |
| 24 липня | Нижня Саксонія             | 2:0 (1:0)      | Саксонія           |
| 24 липня | Сілезія                    | 6:4 (4:3)      | Померанія          |
| 24 липня | Фюртемберг                 | 3:0 (0:0)      | Вестфалія          |
| 24 липня | Центральна Німеччина       | 1:0 (0:0, 0:0) | Північна Німеччина |

1/4 фіналу
| Дата     | Команда 1                  | Рахунок   | Команда 2            |
| -------- | -------------------------- | --------- | -------------------- |
| 26 липня | Нижня Саксонія             | 3:1 (1:0) | Берлін-Бранденбург   |
| 26 липня | Південно-Західна Німеччина | 3:1 (1:0) | Баден                |
| 26 липня | Сілезія                    | 2:8 (0:5) | Австрія              |
| 26 липня | Фюртемберг                 | 5:1 (2:1) | Центральна Німеччина |

Півфінали
| Дата     | Команда 1      | Рахунок   | Команда 2                  |
| -------- | -------------- | --------- | -------------------------- |
| 28 липня | Австрія        | 2:0 (1:0) | Фюртемберг                 |
| 28 липня | Нижня Саксонія | 4:1 (1:0) | Південно-Західна Німеччина |

Матч за 3 місце
| Дата     | Команда 1                  | Рахунок   | Команда 2  |
| -------- | -------------------------- | --------- | ---------- |
| 29 липня | Південно-Західна Німеччина | 5:0 (3:0) | Фюртемберг |

### Фінал
Тривалість матчу — 70 хвилин, два тайми по 35 хвилин.
| 30.07.1938 |

| Нижня Саксонія | 1:4 (0:2)  | Австрія                                    |
| -------------- | ---------- | ------------------------------------------ |
| 63' Гайдеманн  | (Протокол) | 3' Ноймер 33' 38' (пен.) Штро 40' Ганеманн |

| «Олімпійський», Бреслау Глядачів: 70 000 Арбітр: Егон Цахер |

Нижня Саксонія: Гайнц Флото — Гайнц Дітгенс, Альберт Зукоп — Баєр, Шульц, Бергманн  — Алекандер Ціолкевіц, Людвіг Пелер, Матщинський, Маттіас Біллен, Маттіас Гайдеманн
Австрія: Петер Пляцер — Карл Сеста, Віллібальд Шмаус — Франц Вагнер, Ганс Гофштеттер, Штефан Скоумаль — Карл Цишек, Вільгельм Ганеманн, Йозеф Штро, Леопольд Ноймер, Йоганн Пессер

### Склад чемпіона
| Воротар: Петер Пляцер (4). Захисники: Карл Сеста (4), Віллібальд Шмаус (4). Півзахисники: Штефан Скоумаль (4), Ганс Гофштеттер (3), Франц Вагнер (3), Ганс Мок (1), Адольф Лаудон (1). Нападники: Вільгельм Ганеманн (4.5), Леопольд Ноймер (4.2), Йоганн Пессер (4), Йозеф Штро (3.5), Карл Цишек (2.1), Маттіас Сінделар (2), Рудольф Гайтер (1). Тренери: Ганс Яніш, Людвіг Гуссак. |

### Втішний турнір
1/4 фіналу
| Дата     | Команда 1     | Рахунок   | Команда 2          |
| -------- | ------------- | --------- | ------------------ |
| 26 липня | Саксонія      | 2:0 (1:0) | Східна Прусія      |
| 26 липня | Баварія       | 5:4 (3:0) | Нижній Рейн        |
| 26 липня | Середній Рейн | 6:0       | Померанія          |
| 24 липня | Вестфалія     | 4:2 (3:1) | Північна Німеччина |

Півфінали
| Дата     | Команда 1     | Рахунок   | Команда 2 |
| -------- | ------------- | --------- | --------- |
| 28 липня | Саксонія      | 2:1 (1:0) | Баварія   |
| 28 липня | Середній Рейн | 2:1 (1:1) | Вестфалія |

Фінал
| Дата     | Команда 1 | Рахунок   | Команда 2     |
| -------- | --------- | --------- | ------------- |
| 30 липня | Саксонія  | 1:0 (1:0) | Середній Рейн |

## Гандбол на траві
Вирішальні матчі жіночого чемпіонату Німеччини з гандболу на траві відбулися в рамках Німецького гімнастичного і спортивного фестивалю. У Бресслау відбулися матчі починаючи з чвертьфіналу. У фінальній грі «Гімнастичний клуб» з Берліну переміг команду ВФР «Мангейм».
| Команда 1                    | Рахунок | Команда 2                      |
| ---------------------------- | ------- | ------------------------------ |
| «Гімнастичний клуб» (Берлін) | 6:3     | «Шталь-Юніон 04» (Дюссельдорф) |
| ВФР «Мангейм»                | 5:1     | «Аймсбюттель ТВ» (Гамбург)     |

| Дата     | Команда 1                    | Рахунок | Команда 2     |
| -------- | ---------------------------- | ------- | ------------- |
| 30 липня | «Гімнастичний клуб» (Берлін) | 4:3     | ВФР «Мангейм» |